# مايكل هستر
مايكل هستر (بالإنجليزية: Michael Hester)‏، من مواليد 2 مايو 1972، حكم كرة قدم نيوزلندي دولي، وهو دولي منذ عام 2007.
حكم في كأس القارات 2009.

## روابط خارجية
- مايكل هستر على موقع Soccerway.com (الإنجليزية)